# اولگا مینالوا
اولگا مینالوا (روسی: Ольга Павловна Минеева؛ زادهٔ september 1, 1952) ورزشکار دو و میدانی اهل اتحاد جماهیر شوروی سوسیالیستی است.